# Fast Car
Fast Car is een nummer van de Amerikaanse zangeres Tracy Chapman uit 1988. Het is de eerste single van haar titelloze debuutalbum. Het nummer gaat over een arme, hardwerkende vrouw die de armoede probeert te ontvluchten.
In de lente van 1988 wordt het nummer een enorme hit. In thuisland de Verenigde Staten bereikte de plaat de 6e positie van de Billboard Hot 100. In Nederland werd de plaat veel gedraaid op Radio 3 en  werd een enorme hit. De plaat bereikte de nummer-1 positie in de Nederlandse Top 40. In de Nationale Hitparade Top 100 werd de 2e positie bereikt. In België bereikte de single de nummer-1 positie bereikt van zowel de Vlaamse Ultratop 50 als de Vlaamse Radio 2 Top 30.

## Hitnoteringen

### Nederlandse Top 40
| Hitnotering: 04-06-1988 t/m 27-08-1988 | Hitnotering: 04-06-1988 t/m 27-08-1988 | Hitnotering: 04-06-1988 t/m 27-08-1988 | Hitnotering: 04-06-1988 t/m 27-08-1988 | Hitnotering: 04-06-1988 t/m 27-08-1988 | Hitnotering: 04-06-1988 t/m 27-08-1988 | Hitnotering: 04-06-1988 t/m 27-08-1988 | Hitnotering: 04-06-1988 t/m 27-08-1988 | Hitnotering: 04-06-1988 t/m 27-08-1988 | Hitnotering: 04-06-1988 t/m 27-08-1988 | Hitnotering: 04-06-1988 t/m 27-08-1988 | Hitnotering: 04-06-1988 t/m 27-08-1988 | Hitnotering: 04-06-1988 t/m 27-08-1988 | Hitnotering: 04-06-1988 t/m 27-08-1988 | Hitnotering: 04-06-1988 t/m 27-08-1988 |
| Week                                   | 1                                      | 2                                      | 3                                      | 4                                      | 5                                      | 6                                      | 7                                      | 8                                      | 9                                      | 10                                     | 11                                     | 12                                     | 13                                     |                                        |
| -------------------------------------- | -------------------------------------- | -------------------------------------- | -------------------------------------- | -------------------------------------- | -------------------------------------- | -------------------------------------- | -------------------------------------- | -------------------------------------- | -------------------------------------- | -------------------------------------- | -------------------------------------- | -------------------------------------- | -------------------------------------- | -------------------------------------- |
| Nummer                                 | 30                                     | 16                                     | 8                                      | 4                                      | 2                                      | 1                                      | 1                                      | 2                                      | 3                                      | 6                                      | 12                                     | 19                                     | 31                                     | uit                                    |

### Nationale Hitparade Top 100
| Hitnotering: 04-06-1988 t/m 24-09-1988 | Hitnotering: 04-06-1988 t/m 24-09-1988 | Hitnotering: 04-06-1988 t/m 24-09-1988 | Hitnotering: 04-06-1988 t/m 24-09-1988 | Hitnotering: 04-06-1988 t/m 24-09-1988 | Hitnotering: 04-06-1988 t/m 24-09-1988 | Hitnotering: 04-06-1988 t/m 24-09-1988 | Hitnotering: 04-06-1988 t/m 24-09-1988 | Hitnotering: 04-06-1988 t/m 24-09-1988 | Hitnotering: 04-06-1988 t/m 24-09-1988 | Hitnotering: 04-06-1988 t/m 24-09-1988 | Hitnotering: 04-06-1988 t/m 24-09-1988 | Hitnotering: 04-06-1988 t/m 24-09-1988 | Hitnotering: 04-06-1988 t/m 24-09-1988 | Hitnotering: 04-06-1988 t/m 24-09-1988 | Hitnotering: 04-06-1988 t/m 24-09-1988 | Hitnotering: 04-06-1988 t/m 24-09-1988 | Hitnotering: 04-06-1988 t/m 24-09-1988 | Hitnotering: 04-06-1988 t/m 24-09-1988 |
| Week                                   | 1                                      | 2                                      | 3                                      | 4                                      | 5                                      | 6                                      | 7                                      | 8                                      | 9                                      | 10                                     | 11                                     | 12                                     | 13                                     | 14                                     | 15                                     | 16                                     | 17                                     |                                        |
| -------------------------------------- | -------------------------------------- | -------------------------------------- | -------------------------------------- | -------------------------------------- | -------------------------------------- | -------------------------------------- | -------------------------------------- | -------------------------------------- | -------------------------------------- | -------------------------------------- | -------------------------------------- | -------------------------------------- | -------------------------------------- | -------------------------------------- | -------------------------------------- | -------------------------------------- | -------------------------------------- | -------------------------------------- |
| Nummer                                 | 70                                     | 23                                     | 5                                      | 5                                      | 4                                      | 2                                      | 2                                      | 3                                      | 3                                      | 7                                      | 13                                     | 14                                     | 27                                     | 43                                     | 53                                     | 57                                     | 82                                     | uit                                    |

### NPO Radio 2 Top 2000
| Nummer met noteringen in de NPO Radio 2 Top 2000 | '99 | '00 | '01 | '02 | '03 | '04 | '05 | '06 | '07 | '08 | '09 | '10 | '11 | '12 | '13 | '14 | '15 | '16 | '17 | '18 | '19 | '20 | '21 | '22 | '23 | '24 |
| ------------------------------------------------ | --- | --- | --- | --- | --- | --- | --- | --- | --- | --- | --- | --- | --- | --- | --- | --- | --- | --- | --- | --- | --- | --- | --- | --- | --- | --- |
| Fast Car                                         | 393 | 588 | 491 | 500 | 394 | 400 | 483 | 527 | 637 | 502 | 674 | 658 | 389 | 286 | 220 | 292 | 297 | 208 | 238 | 193 | 245 | 214 | 218 | 281 | 178 | 157 |

1. ↑  Een vetgedrukt getal geeft de hoogste notering aan.

## Jonas Blue feat. Dakota
Eind 2015 maakte de Britse dj Jonas Blue een tropical houseversie van het nummer. Het was Blue's debuutsingle, en werd ingezongen door de Britse zanger Dakota.
Blue's versie van Fast Car werd wereldwijd een grote hit, en werd zelfs een grotere hit dan het origineel uit 1988. In Blue's thuisland het Verenigd Koninkrijk werd de 2e positie van de UK Singles Chart behaald. In zowel de Nederlandse Top 40, de Mega Top 50 als de Vlaamse Ultratop 50 haalde de plaat de 3e positie.
In 2016 werd er nog een tropical houseversie van het nummer gemaakt, ditmaal door de Zweed Tobtok. Deze versie had minder succes dan de versies van Tracy Chapman en Jonas Blue.

## Luke Combs
In het voorjaar van 2023 bracht de Amerikaanse zanger Luke Combs een versie uit van het nummer, waarmee hij de Alarmschijf behaalde. In de Nederlandse Top 40 haalde de plaat de 13e positie. Bij de Grammy's in 2024 brachten Chapman en Combs het nummer samen ten gehore.

### NPO Radio 2 Top 2000
Fast Car stond in 2024 voor het eerst in de NPO Radio 2 Top 2000, op plek 1800.